# Томас, Наташа
Наташа Томас (род. 27 сентября 1986, Роскилле) — датская популярная певица и композитор.

## Карьера
В 2003 году, в возрасте 16 лет Наташа записала свой дебютный сингл «Why (Does Your Love Hurt So Much)», который смог достичь 40 позиции в немецком чарте и попал в Топ 4 в следующем чарте.
В начале июня 2004 года была записана композиция «Save Your Kisses For Me». Она получила огромный успех. В это же время другой сингл «It’s Over Now» достигал 12 строчки в чартах.
Позднее Наташу пригласили представить один из всемирно-известнейших брендов, Lacoste. Как новое мировое медийное лицо Lacoste, Наташа участвовала в рекламе бренда с мая 2004 наряду с французским теннисистом Арнольдом Клементом. Реклама была снята Бруно Авейланом (Nissan,Nintendo и др), режиссёром, который ранее работал с такими звёздами, как Моника Белуччи, Клаудия Шиффер и Жизель Бундхен.
Широкую известность Наташа получила после рекламы аромата Touch of Pink от Лакост. В рекламе прозвучала одна из песен Наташи, «Let Me Show You (The Way)». Реклама Touch of Pink выиграла две премии на церемонии FiFi Awards в Берлине, в апреле 2005, включая «People’s Choice' Award for Women».
Позднее Томас разорвала контракт с Sony Music Entertainment и начала работать над своей собственной звукозаписывающей компанией вместе с составом менеджеров. Результатом этого выбора стал её второй альбом,«Playin' With Fire»,записанный в 2006 и переизданный в 2007 году с дополнительным синглом «Real».
В 2013 году Томас официально объявила о том, что покидает музыкальную индустрию. В настоящее время она работает визажистом и имеет свой канал YouTube, который называется NatashaThomasBeauty.